# Gynandrocarpa
Gynandrocarpa is een geslacht van zakpijpen (Ascidiacea) uit de familie Styelidae en de orde Stolidobranchia.

## Soorten
- Gynandrocarpa placenta (Herdman, 1886)

Niet geaccepteerde soorten:
- Gynandrocarpa borealis (Gottschaldt, 1894) → Kukenthalia borealis (Gottschaldt, 1894)
- Gynandrocarpa domuncula Michaelsen, 1904 → Polyandrocarpa placenta (Herdman, 1886)
- Gynandrocarpa imthurni Herdman, 1906 → Eusynstyela latericius (Sluiter, 1904)
- Gynandrocarpa latericius Sluiter, 1904 → Eusynstyela latericius (Sluiter, 1904)
- Gynandrocarpa maxima Sluiter, 1904 → Polyandrocarpa anguinea (Sluiter, 1898)
- Gynandrocarpa michaelseni (Sluiter, 1900) → Chorizocarpa michaelseni (Sluiter, 1900)
- Gynandrocarpa misanthropos Monniot C., 1978 → Dextrocarpa misanthropos Monniot C., 1978
- Gynandrocarpa nigricans (Heller, 1878) → Polycarpa nigricans Heller, 1878
- Gynandrocarpa purpurea Sluiter, 1904 → Chorizocarpa sydneyensis (Herdman, 1891)
- Gynandrocarpa quadricornulis Sluiter, 1904 → Symplegma brakenhielmi (Michaelsen, 1904)
- Gynandrocarpa similis Sluiter, 1904 → Symplegma brakenhielmi (Michaelsen, 1904)
- Gynandrocarpa solitaris Millar, 1955 → Dextrocarpa solitaris Millar, 1955
- Gynandrocarpa systematica Sluiter, 1904 → Chorizocarpa sydneyensis (Herdman, 1891)
- Gynandrocarpa unilateralis Michaelsen, 1900 → Gynandrocarpa placenta (Herdman, 1886)